# Bécsi út 56. (Óbuda)
A Bécsi út 56. sz. alatti lakóház Óbuda megmentett, legpatinásabb részén, a Kolosy tértől mintegy 150 méterre található. Már 1782-ból is maradtak fenn feljegyzések róla, egy tulajdonosváltás kapcsán. Végső formáját 1810 körül nyerte el.

## Története
A népnyelv számos történetet kapcsol az épülethez. Az 1800-as évek végén a ház hatalmas kapubejárata alatt állt Hoffmann Lipót huszár zöld színű lovas fogata, melyet vadászatok idején használt. A történeti feltárások szűkszavú leírása szerint pedig „hátul, balra az udvarban római, domborműves, feliratos szarkofág feküdt”. Egy legenda szerint pedig feltételezhető, hogy az udvaron ma is megtekinthető, eredeti kútban rejtegették egykor a Szent Koronát.[forrás?]

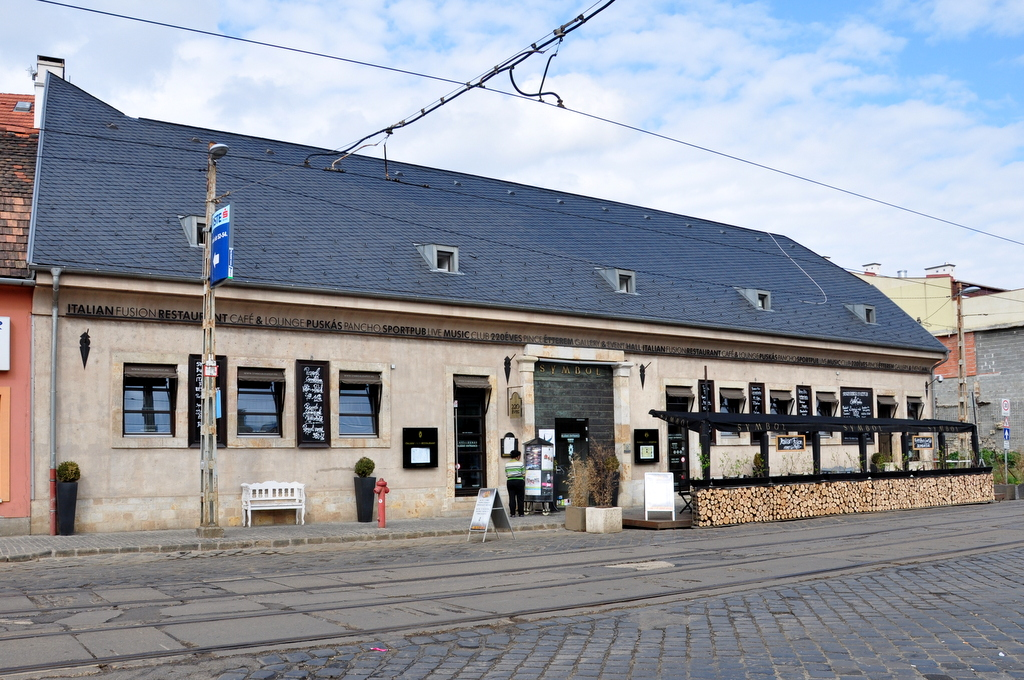
Az épület mai képe

Korábban raktárként, takarmány- és terményüzletként is működött, az 1900-as évektől pedig több lakást is kialakítottak benne. Az 1951-es államosításig több tulajdonosa is volt, de tulajdonjoga legfőképp a Hoffmannokhoz köthető. Az évtizedek alatt a ház állapota egyre romlott, 2002-ben beszakadt a teteje. Jelenleg műemléki védelem alatt áll: az eredeti pincehelyiség, az udvaron található oszlopos tornácrész, vagy a tetőtérben található barokk fedélszék a legfontosabb emlékek. Az épületet 2005-ben egy vállalkozó vette meg, és szinte teljesen újjáépítették. A falakat le kellett bontani, s a téglákat a homlokzat építésekor használták fel. Részben eredetiek az ablakok és a kapu kőkeretei is. Érintetlenül a helyén maradt a pince és a pincelejáró, valamint az egyik oldalsó tűzfal. 
Az épületben ma a Symbol rendezvényhelyszín keretében étterem működik.